# Edward Bernays
Edward Louis Bernays (Viena, Àustria-Hongria el 22 de novembre del 1891 i 9 de març del 1995) fou un pioner austroamericà del camp de les relacions públiques i de la propaganda, conegut com «el pare de les relacions públiques». Va mesclar les idees de Gustave Le Bon i Wildred Trotter amb les d'en Sigmund Freud, el seu oncle. Va ser objecte d'una biografia completa de Larry Tye, The Father of Spin (1999). Posteriorment, d'un documental del 2002 d'Adam Curtis titulat The Century of the Self (El segle del jo).
La seva forma de treball es basava en el principi que les persones són irracionals, les seues decisions i accions són manipulables fàcilment. A partir d'aquest constat, aplicava el principi a la construcció de la propaganda. Bernays ha estat citat per la revista Life com un dels 100 americans més influents del segle xx.